# مدل رنگی آرجی‌بی

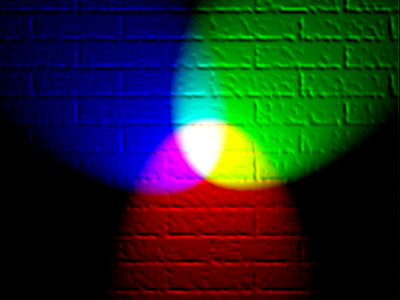
نمایشی از ادغام رنگ

مدل رنگی آرجی‌بی (RGB) برای ایجاد تصویر در تلویزیون و مانیتورها به کار گرفته می‌شود. در این مدل، تمام رنگ‌ها از ترکیب سه رنگ تشکیل می‌شود. این سه رنگ عبارت هستند از 
قرمز (R) (RED)
سبز (G) (GREEN)
آبی (B) (BLUE)
که به آن RGB گفته می‌شود. با ترکیب رنگ‌های یادشده که به آن‌ها ابتدایی (Primary) می‌گویند، رنگهای دیگر یا ثانویه (Secondary) ایجاد می‌شود.

## ادغام رنگ‌ها
با توجه به شکل، می‌فهمیم که با ترکیب red و blue، رنگ magenta تولید می‌شود.
از ترکیب red و green رنگ yellow پدید می‌آید.
از ادغام دو رنگ blue و green رنگ cyan تولید می‌گردد.
اگر سه رنگ به هم اضافه شوند، رنگ سفید به وجود می‌آید و در مقابل زمانی که هیچ رنگی نداریم، پیکسل با رنگ سیاه پر می‌شود.

## RGB دارای کانال‌های رنگ نیست
RGB دارای کانال‌های رنگ نیست. شالوده آن نور است و به جای سه رنگ فیروزه‌ای، سرخابی و زرد سه نور رنگی قرمز، سبز و آبی داریم. اگر بدانید که نمایشگرها چگونه تصویر را نمایش می‌دهند، خواهید فهمید که غیر از این هم نمی‌تواند باشد. زیرا در مانیتور، تغییر ولتاژ ارسالی به پیکسل‌ها، باعث ایجاد نور رنگی می‌شود. این نورها که با هم ترکیب می‌شوند در نهایت رنگ پیکسل را می‌سازند. زمانی که به تابش یک نور نیاز نداریم مانند این است که، جلوی آن نور یک تلق مشکی قرار دهیم تا از تابش آن نور جلوگیری کنیم و اصطلاحاً آن را ببندیم.
در واقع مفهوم وجود رنگ با حضور نور معنی پیدا می‌کند. رنگها به‌طور کلی، به معنی برگشت نور از یک شیء یا یک منبع نوری هستند. (مانند تجزیه نور مرئی به رنگ در منشور)
این سیستم رنگ که به عنوان متداول‌ترین سیستم رنگ شناخته شده‌است، سیستم رنگی وابسته به وسیله بوده و در وسایل گوناگون به صورت‌های مختلفی ظاهر می‌شود.

## sRGB چیست؟
قبل از بررسی نحوه عملکرد sRGB، شایان ذکر است که sRGB مخفف استاندارد RGB (قرمز، سبز، آبی) است. این محصول حاصل همکاری هیولت پاکارد (HP) و مایکروسافت در سال 1996 است و برای استفاده در شبکه جهانی وب و نمایشگرهای رایانه و چاپگرهای رنگی طراحی شده است. همانطور که از نام آن مشخص است، این فضای رنگی برای تبدیل شدن به فضای رنگی استاندارد در نظر گرفته شده بود، به خصوص در زمانی که افراد بیشتری کامپیوترهای شخصی را برای خانه خود خریداری کردند و استفاده از اینترنت بسیار فراگیر شد، طولی نکشید که اندکی بعد از معرفی آن، sRGB به نمایه پیش فرض تبدیل شد. حتی امروزه، sRGB نزدیکترین گزینه به یک فضای رنگی استاندارد است. استفاده گسترده از sRGB به ارائه یک تجربه استانداردتر از نظر نحوه نمایش و درک رنگ ها در دستگاه های دیجیتال کمک کرده است و به عنوان رایج ترین فضای رنگی باقی ماند و برای کسانی که در هنرهای چاپی کار نمی کنند یا نیازهای پیشرفته ای ندارند ایده آل است. علاوه بر این، عکس‌هایی که با استفاده از تنظیمات sRGB گرفته شده‌اند به همین شکل در وب نمایش داده می‌شوند.

## سیستم رنگ افزودنی additive
سیستم افزودنی یا additive از ترکیب سه رنگ اصلی RGB رنگ سفید حاصل می‌شود. به زبانی ساده‌تر با توجه به اینکه صفحه نمایش (مانیتور) این قبیل وسایل تیره است برای ایجاد تصویر باید به آن رنگ اضافه نمود. تبیین اینکه چرا به این نوع سیستم رنگ افزودنی می‌گویند از روش‌های مختلفی قابل توضیح است.
رنگ سفید یا نور سفید داری طیف‌های مختلفی است که با یک منشور، آن طیف‌ها قابل تشخیص هستند؛ بنابراین می‌توان نتیجه گرفت که رنگ مشکی فاقد طیف نوری هست. در یک زمینه مشکی برای ایجاد تصویر باید رنگ اضافه نمود. در صورتیکه در زمینه سفید برای ایجاد تصویر باید طیف رنگ مورد نظر را از مجموع رنگهای سفید کم یا حذف نمود.

## بیشترین موارد استفاده
بیشتر جهت نمایش تصاویر در دستگاه‌های پخش تصویر مانند تلویزیون و مانیتور استفاده می‌شود.
در این مدل جنس رنگ‌ها از نوع نور است و از ترکیب ۳ نور قرمز و سبز و آبی و رنگ‌های مختلف ساخته شده‌است.
در این حالت با تابش هر سه نور با شدت کامل در یک نقطه رنگ سفید و با جلوگیری از تابش هر سه نور در محل دلخواه رنگ سیاه تولید می‌شود. با کم یا زیاد کردن هر نور رنگ‌های متنوع قابل مشاهده است. در این مدل هر کانال ۸ بیتی بوده و تصویر نهایی ۲۴ بیت است